# Sidereus nuncius

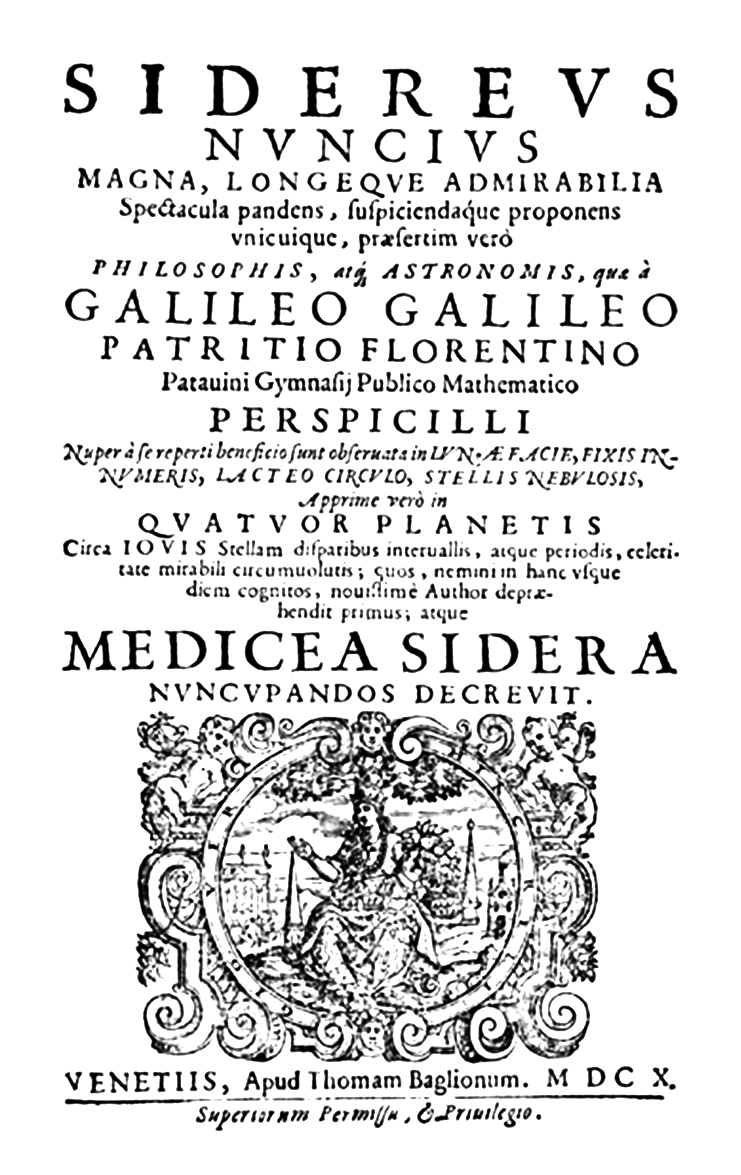
Titelpagina van de eerste druk

Sidereus nuncius ook sterrenbode of De Sterrenboodschapper is de titel van een baanbrekend boek (in het Latijn) van Galileo Galilei dat in maart 1610 in Venetië verscheen. Het boek bevat een verslag van de ontdekkingen die Galilei in de wintermaanden van 1609/1610 deed, toen hij voor het eerst zijn kijker op de hemel richtte. Het was de eerste keer dat iemand observaties van de hemel beschreef die gedaan waren met een telescoop. De publicatie betekende ook dat Galilei nu openlijk in het kamp van de aanhangers van Nicolaas Copernicus terechtkwam. Hij verkondigde dat nu iedereen moest zien dat de Aarde niet het middelpunt van het heelal was. Het boek markeert voor velen het begin van de moderne sterrenkunde. Veel oude voorstellingen van de kosmos moesten nu definitief als verouderd worden afgedaan.

## Verbeterde kijker
Volgens Galilei zelf was de kijker ontdekt in Holland en door hem opnieuw ontworpen. Het is duidelijk dat dit overdreven is en dat hij van de werking van de kijker geen goed idee had. Hij ging nog van een oude voorstelling uit, dat stralen van de ogen uitgaan naar het object om dat af te tasten, zo lijkt uit de beschrijving van de telescoop in de Sterrenbode. Niettemin is hij erin geslaagd een instrument te bouwen waarmee hij de ontdekkingen kon doen, die hij gedaan heeft.
Een kijker die driemaal vergrootte was sinds de zomer van 1609 in Venetië te koop. In augustus had Galilei een kijker gemaakt die drie keer beter was. Waarschijnlijk ging hij uit van het zwakke (speelgoed?)instrument dat daar in Venetië te koop was. Deze verbeterde kijker bood hij aan de Senaat van Venetië aan. Die was zo onder de indruk van de prestaties ervan, dat Galilei's tijdelijke aanstelling als wiskundeprofessor in Padua werd omgezet in een definitieve benoeming en zijn salaris verdubbeld werd. Dit was omdat er een commerciële toepassing mogelijk was: vanaf de oever kon men eerder nieuws ontwaren van terugkerende zeeschepen, informatie die geld waard was. Galilei moet aan de verbetering van het instrument in de volgende maanden voortdurend hebben gewerkt, zodat hij in de wintermaanden van 1609/1610 zijn ontdekkingen kon doen.

## Waarnemingen

### De Maan
Bekend is dat Galilei op 30 november 1609 twee nauwkeurige tekeningen maakte van het oppervlak van de Maan. Hij berichtte een paar maanden later in de Sterrenbode zelf over de eerste verschijnselen die hij waarnam:
Na nieuwe Maan heeft de sikkel van de wassende maan allerlei grillige uitsteeksels die verlicht zijn tot in de schaduw aan de andere kant van de terminator. Er blijken op de Maan bergen en kraters te zijn. Iedereen heeft al altijd kunnen zien, dat er 'schaduwen' op de maan waren. Maar toch heette het volgens vele filosofen dat de maan volkomen gaaf en glad was. Dat blijkt dan nu onomstotelijk weerlegd.
Het verslag in de Sterrenbode over de Maanobservaties is bladzijden lang en Galilei komt voor de hoogte van sommige bergen met berekeningen van 6600 meter.

### De sterren
Galilei viel van de ene verbazing in de andere toen hij in de maand december 1609 met zijn kijker overal sterren ontdekte waar ze met het blote oog niet te zien waren en toen zijn kijker de Melkweg oploste in myriaden van sterren. Hij gaf beschrijvingen en tekeningen van zwaard en gordel van Orion, van het hoofd van Orion, van het zevengesternte en van de kribbe.

### De manen van Jupiter
Toen Galilei ten slotte in januari 1610 de vier manen van Jupiter ontdekte, besefte hij het onomstotelijke bewijs te zien dat niet alle hemelobjecten om de Aarde draaiden. Galilei noemde de manen Cosmica Sidera (Cosmiaanse sterren) ter ere van Cosimo de Medici. De waarnemingen liepen van 7 januari 1610 tot 2 maart 1610. Ook hiervan volgden nauwkeurige beschrijving van de waarnemingen en tekeningen.
Commentaar op afbeelding hiernaast: Galilei zag de manen van Jupiter in de winter van 1609-1610, volgens zijn verslag in de Sterrenbode in januari 1610. Galilei heeft kennelijk een ruw ontwerp voor een brief van ongeveer augustus 1609 aan Leonardo Donato, Doge van Venetië, later gebruikt voor aantekeningen van de Jupitermanen.

## Publicatie
Galilei had haast om te voorkomen dat iemand hem voor zou zijn met deze ontdekkingen aan de hemel en de Sterrenbode verscheen nog in de maand maart 1610.
De publicatie betekende ook dat Galilei nu openlijk in het kamp van de aanhangers van Copernicus terechtkwam. Hij verkondigde dat nu iedereen moest zien dat de Aarde niet het middelpunt van het heelal was. Tegenstanders van Copernicus redeneerden namelijk, dat een bewegende Aarde de Maan nooit in een baan kon vasthouden. "Nu kijk eens naar Jupiter, ieder weet dat Jupiter beweegt en toch houdt de planeet die vier manen vast", was zijn redenering.
Galilei droeg de Sterrenbode op aan Cosimo de Medici van Florence (1590-1620). Hij aasde namelijk op een baan als hofmathematicus bij de groothertog van Florence. Tussen losse bladen die niet tot de Sterrenbode behoren, onder andere de tekening van de Maan van 30 november 1609, is ook een blad gevonden met een horoscoop van Cosimo. Een horoscoop door een bekende astronoom was een beproefd middel om in het gevlij bij hoge heren te komen. En inderdaad kon hij zijn professoraat in Padua opgeven voor het ambt van hofmathematicus. Cosimo was vereerd met de opdracht van de Sterrenbode aan zijn persoon en overtuigd van de juistheid van Galilei's bericht in de Sterrenbode. Een bijkomende reden waarom Galilei de benoeming verkreeg was vermoedelijk ook het feit dat hij de vier nieuwe manen van Jupiter vernoemde naar de leden van het huis de De Medici. In het boek werden ze de 'Mediceaanse sterren' genoemd. Galilei werd uiteindelijk benoemd tot 'Hoofdwiskundige van de Universiteit van Pisa en Filosoof en Wiskundige van de Groothertog'.

## Reacties
Johannes Kepler betuigde vanuit Praag zijn instemming en waardering met zijn geschrift: Dissertatio cum Nuncio Sidereo. Galilei was zeer blij met Keplers reactie, omdat de filosofen Cremoni en Libri in het huis van Magini geweigerd hadden door zijn kijker te kijken. Zij waren van mening dat de natuurfilosofie van Plato en Aristoteles voldoende was om de kosmos te beschrijven.
Van Galilei's kijkers zijn er enige bewaard gebleven. De beste is 97 cm lang, het objectief heeft een middellijn van 3,7 cm, door een diafragma effectief teruggebracht tot 1,6 cm. De brandpuntsafstand is 95,6 cm; de kijker vergroot circa twintigmaal. Het oculair van de kijker heeft een middellijn van 2,2 cm, door diafragma 1,6 cm. Het veld is slechts 15 boogminuten, dat wil zeggen een halve zonneschijf groot. Het oplossend vermogen is 10 seconden. Overigens wordt vooral het verkleinen van het beeldveld door de diafragma's als een belangrijke techniek gezien, waardoor de prestaties van zijn kijker verbeterden. Anderen hebben wel over de kijker gezegd: "Het is niet alleen verwonderlijk dat Galilei de maantjes zag en hun positie kon optekenen, maar allereerst, dat het hem lukte Jupiter zelf in het gezichtsveld van zijn kijker te krijgen."
Zo kon het gebeuren dat er een boekje tegen Galilei's Sterrenbode verscheen: Peregrinatio contra Nuncium Sidereum (Pelgrimstocht tegen de Sterrenbode), door ene Martin Horky. Horky beweerde dat de vage lichtpuntjes die in de kijker te zien waren valse lichtreflecties waren. De Pelgrimstocht was opgedragen aan de professoren van Bologna.
Het geestelijke klimaat van die tijd blijkt uit de reactie van de kerk op het werk van Copernicus. Zijn boek De revolutionibus orbium coelestium (1543) kwam in 1616 voorlopig op de Index te staan, totdat het gereviseerd zou zijn door de Kerk. Dat gebeurde in 1620: de rechtgeaarde katholiek moest bepaalde gedeelten schrappen en op aangegeven plaatsen de tekst veranderen. Galilei's originele exemplaar van de Revolutionibus is teruggevonden. Hij had de verplichte doorhalingen zo aangebracht, dat hij de tekst eronder goed kon lezen. De aanvullingen waren door hem met de hand ingelast, zoals voorgeschreven.